# Blood Fire Death
Blood Fire Death es el cuarto álbum la banda de black metal y viking metal sueco Bathory, que continuó la transición hacia el terreno épico desde el anterior álbum. Es considerado por muchos fanáticos como la obra maestra de la banda y pieza clave de la primera oleada del black metal de 1980 a 1989 junto con discos como "To Mega Therion", "Melissa" y el famoso y aclamado "Black metal" de la banda inglesa Venom.
La novena canción no fue incluida en el lanzamiento del casete. También sentó algunas bases para lo que sería el viking metal estilo que se consolidaría en su próximo material.
Las letras de "The Golden Walls of Heaven" y "Dies Irae" son acrósticos: las primeras letras de cada línea forman las frases "Satan" (repetida 8 veces) y "Christ the bastard son of heaven" (“Cristo el hijo bastardo de los cielos”) respectivamente.
El relanzamiento en 1999 del álbum In The Nightside Eclipse de Emperor contiene una versión de "A Fine Day to Die", grabado durante las sesiones del Anthems to the Welkin at Dusk.
En 2009, IGN incluyó Blood Fire Death en su lista de "10 Grandes álbumes de Black Metal".￼

## Antecedentes
La letra de "For All Those Who Died" fue tomada de un poema de Erica Jong, publicado por primera vez en su libro Witches (1981), mientras que los primeros tres versos de "A Fine Day to Die" están tomados de "Cassilda's Canción" de The King in Yellow de Robert W. Chambers.

## Lista de canciones
1. "Odens Ride over Nordland" – 2:59
2. "A Fine Day to Die" – 8:35
3. "The Golden Walls of Heaven" – 5:22
4. "Pace 'till Death" – 3:39
5. "Holocaust" – 3:25
6. "For All Those Who Died" – 4:57
7. "Dies Irae" – 5:11
8. "Blood Fire Death" – 10:28
9. "Outro" – 0:58

## Diseño artístico
El diseño de la portada y la contraportada pertenece a la obra de Peter Nicolai Arbo, Åsgårdsreien. La pintura, así como la canción de apertura "Oden's Ride Over Nordland" utilizan el motivo Wild Hunt del folklore. Blood Fire Death estableció este motivo en la cultura del metal, donde desde entonces se ha vuelto popular entre varias bandas y organizadores de eventos.

## Créditos
- Quorthon - vocalista, guitarras, percusión, efectos
- Kothaar - bajo
- Vvornth - baterías

- Datos: Q804532